# ガストン・ルルー
ガストン・ルルー（Gaston Leroux, 1868年5月6日 - 1927年4月15日）は、フランスの小説家、新聞記者。フランス推理小説創成期においてモーリス・ルブランと並ぶ人気作家だった。

## 経歴・人物
1868年、パリのフォーブール＝サンマルタン街で、衣料品店を営む富裕なノルマンディー人夫妻の間に生まれる。1880年にセーヌ＝マリティーム県のウー校に入学し寮に入り、成績はよく特にラテン語が得意で、教師から作家か弁護士になってはどうかと勧められる。1886年にパリでロー・スクールに入学する。1887年に『ラ・レピュブリック・フランセーズ』紙に小説 "Le Petit Marchand de Pommes de terre Frites" を発表した。ロースクールを卒業した1889年に母に続いて父を亡くし、兵役を免除され、100万フランの遺産を受けるが、弟妹3人を養ってたちまち使い尽くしてしまう。翌1890年に弁護士資格を取得、弁護士試補として働いた。1891年に法廷で『エコー・ド・パリ』紙のロベール・シャルヴェーと知り合って、法律や訴訟についての記事を書くようになり、またシャルヴェーの秘書となった。やがて劇評を担当する他、自身でも｢刑事たちの館」などの戯曲を執筆した。
その後パリの新聞『ル・マタン』に入社し、劇評などを手がけた他、法廷記者として活躍し、海外特派員に起用される。1902年に取材に行ったイタリアでジャンヌ・カイヤットと知り合い同棲を始める。1904年には日露戦争を取材、1905年はロシア第一革命のルポルタージュ執筆、中東などにも取材に赴いた。
1900年代初め頃から『テオフラスト・ロンゲの二重生活』などの怪奇小説を書き始める。1907年に週刊の挿絵入り新聞『イリュストラシオン』紙文芸付録に推理小説『黄色い部屋の秘密』（別訳『黄色い部屋の謎』）を連載して高い評価を得て、英訳もされ、サイレント時代に数度にわたって映画化もされた。この人気で『ル・マタン』から続編を求められて『黒衣婦人の香り』を執筆し、探偵役の新聞記者のジョセフ・ルールタビーユ（Joseph Rouletabille）を主人公としたシリーズ作品が続けて書かれ、もっぱら作家として人気を博す。
また1910年には『オペラ座の怪人』を発表し、大評判になった。1925年に映画化されて、日本でも『キネマ旬報』の娯楽的優秀映画6位と人気を博し、その後も何度も映画やミュージカル化されている。
他に、1916-23年に書かれた怪人シェリ・ビビを主人公としたシリーズ作品や、幻想的、怪奇風の作品がある。
現代では推理小説や怪奇小説の書き手として強調されることが多いが、SF、ファンタジー、歴史小説、政治小説などの著作もあり、多くは新聞に連載された。人気作家として大量の執筆をこなしていたが、1925年に健康を害し、視力の衰えも始まったが、執筆を続け、1927年に手術後の尿毒症のためニースにて死去した。

## 作品
『黄色い部屋の秘密』は、人間心理の盲点を突いたトリックでディクスン・カーに「この種のものの最高傑作」と評され、現在にいたるまで密室殺人ものの古典的傑作として高く評価されている一方で、時代がかった描写等に対してハワード・ヘイクラフト「巧妙な謎の考案者としてどんなに優れていても、現代の読者向きの読み物では全くない」（Murder for Pleasure, 1941年）といった評もある。日本では1915年に宮地竹峯によって『疑問の窓』の題で日本を舞台にした作品に翻案された。次いで1920年に愛智博の手によって日本語訳され、『新青年』誌1937年2月号の海外探偵小説十傑では江戸川乱歩、甲賀三郎が1位に挙げ、集計でも1位となった。その後も1953年日本出版協同社、1955年東京創元社『世界少年少女文学全集』、1956年東京創元社、早川書房『世界推理小説全集』、新潮社『新潮文庫』、1957年ポプラ社『世界名作探偵文庫』などで幾度も翻訳が刊行され、1991年早川書房『ミステリ・ハンドブック』でも読者によるオールタイム人気投票で50位となっている。ルールタビーユ第3作の "Rouletabille chez le Tsar"（1913年）はかつて取材したロシア第一革命を背景にしている。1920年から1922年には金剛社から『ルレタビーユ叢書』（愛智博訳）として、当時までのシリーズ全作品が翻訳されている。『黄色い部屋の秘密』以後のルールタビーユシリーズは、スリラー的だとして推理小説としての評価は低い。
ガストンは1910年にオペラ座（ガルニエ宮）を訪れて、不可思議な噂話を聞き込み、インスピレーションを得て『オペラ座の怪人』を書き上げた。これも高い売れ行きとなり、イギリス、アメリカの新聞にも連載される。1922年にアメリカのユニバーサル映画社長のカール・レムリに出会い、オペラ座の建築に感銘を受けたというレムリに自著『オペラ座の怪人』を贈る。レムリは異能の演技力を持つ俳優ロン・チェイニーの『ノートルダムのせむし男』の次回出演作としてこれを映画化することにした。作品は1925年に公開されて大ヒットなり、以後たびたび映画化されるようになる。1986年にアンドリュー・ロイド＝ウェバーがミュージカル化したものは、ミュージカル史上最大のヒット作ともなった。
『血まみれの人形』（1924年）は、『フランケンシュタイン』ばりの人造人間と吸血鬼を題材にした怪奇的作品で、1920年代の幻想映画に影響を受け、また19世紀末以降のロマン主義や象徴主義の傾向が大衆小説に及んだことを示していると評されている。

### 長編
ルールタビーユシリーズ
- 『黄色い部屋の秘密』Le Mystère de la chambre jaune 1908年（訳書多数）
- 『黒衣夫人の香り』Le Parfum de la dame en noir 1909年（日影丈吉訳、ハヤカワ・ミステリ文庫 ほか）
- Rouletabille chez le Tsar 1913年（邦訳、愛智博訳『ロシア陰謀団』及び『娘ナターシャ』）
- Le Château noir 1916年（雑誌連載時はRouletabille à la guerre）（邦訳、愛智博訳『悪鬼の窟』）
- Les Étranges Noces de Rouletabille 1916年（同上）（邦訳、愛智博訳『水中の密室』）
- Rouletabille chez Krupp 1920年（邦訳、愛智博訳『都市覆滅機』）
- Le Crime de Rouletabille 1922年（『復讐のルールタビーユ』）
- Rouletabille chez les bohémiens 1923年(『恐怖のジプシー予言書』)

その他
- 『テオフラスト・ロンゲの二重生活』La Double Vie de Théophraste Longuet 1903年
- 『オペラ座の怪人』Le Fantôme de L'Opèra 1910年（最初の邦訳、田中早苗訳『オペラ座の怪』（抄訳））
- Le Roi Mystère 1911年
- Le Fauteuil hanté  1911年
- Un homme dans la nuit 1911年
- Balaoo 1911年
- La Reine du sabbat 1913年
- 『シェリ＝ビビの最初の冒険』Premières aventures de Chéri-bibi 1914年（宮川朗子訳、国書刊行会、2022年）
- Confitou 1916年
- La Colonne infernale 1917年
- Le Capitaine Hyx 1920年
- La Bataille invisible 1920年
- Nouvelles aventures de Chéri-Bibi 1921年
- Tue-la-mort 1921年
- Le Sept de trèfle 1921年
- 『血まみれの人形』La Poupée sanglante 1924年
- La Machine à assassiner 1923年（邦訳、愛智博訳『都市覆滅機』）
- Les Ténébreuses 1925年
- Le Fils de trois pères 1926年
- Le Coup d'état de Chéri-bibi 1926年
- Les Mohicans de Babel 1928年
- Mister Flow 1925年
- Les Chasseurs de danses（未完）

### 短編集
- 『ガストン・ルルーの恐怖夜話』Histoires épouvantables （飯島宏訳、創元推理文庫、1983年）

収録作「金の斧」「胸像たちの晩餐」「ビロードの首飾りの女」「ヴァンサン=ヴァンサン坊やのクリスマス」「ノトランプ」「恐怖の館」「火の文字」「蝋人形館」※「蝋人形館」は『肉の鑞人形』（邦題）として映画化

## 注
1. ↑  ルールタビーユの母校ともなっている。
2. ↑  戸川安宣「ノート」（『黒衣夫人の香り』創元推理文庫,1976年）
3. ↑  フレデリック・フォーサイス『マンハッタンの怪人』「この物語を書くにあたって」1999年（角川書店、2002年）
4. ↑  東雅夫『ゴシック名訳集成 吸血妖異譚』学習研究社 2008年